# 우크라이나 국방부
우크라이나 국방부(우크라이나어: Міністерство оборони України)는 소련에게서 독립한 지 1개월 후인 1991년 9월 24일 설립한 군사 기관이다. 이후 우크라이나 내의 모든 소련군 병력은 우크라이나 국방부의 지휘를 받게 되었다. 이 거대한 국군은 재편성하는 데만 매우 오랜 시간이 걸렸다.
그 이후로, 우크라이나는 자발적으로 모든 핵무기를 포기했다. 우크라이나 국방부는 핵무기 사일로, 이를 기반에 둔 군사 기지 및 참모, 장비를 줄이는 데 대대적인 비용을 사용했으며, 유럽의 보편 군사 조약에 따라서 재편성했다.